# Blunt Force Trauma (Japanse metalband)
Blunt Force Trauma is een Japanse "brutal" deathmetalband uit Osaka. De band werd opgericht in 2006 door oud-leden van Jenovavirus. Hun debuutalbum Vengeance for nothing werd in 2012 uitgebracht op het label Macabre Mementos. Bassist-zanger Hirofumi Taniguchi belandde in 2019 op #8 in de lijst van "10 Stupidly Deep Screamers in Extreme Metal" van Loudwire.

## Geschiedenis
Jenovavirus maakte in 2006 een demo, Demo #1. Deze werd opgepikt door het Duitse label Revenge Productions dat de demo uitbracht. Er waren plannen om een volwaardig album uit te brengen maar het contact tussen de band en het label werd verbroken. Toen de band uit elkaar viel, richtten de leden Blunt Force Trauma op. In 2012 verscheen het album Vengeance for nothing op het Japanse metallabel Macabre Mementos.

## Discografie
- Vengeance for nothing, 2012